# When the Bassline Drops
When the Bassline Drops è un singolo del cantante britannico Craig David, pubblicato nel 2015 ed estratto dall'album Following My Intuition. Il brano vede la partecipazione del rapper britannico Big Narstie.

## Tracce
- Download digitale

1. When the Bassline Drops – 3:05